# 爱因斯坦关系
在分子运动论中，爱因斯坦关系是一个以前没有想到的关系，由阿尔伯特·爱因斯坦在1905年和Marian Smoluchowski在1906年独立发现：
{\displaystyle D={\mu _{p}\,k_{B}T}}
把D——扩散常数，和μp——粒子的迁移率联系起来；其中{\displaystyle k_{B}}是玻尔兹曼常数，T是绝对温度。
迁移率μp是粒子的终极速度与作用力之比：μp  = vd / F。
这个方程是涨落耗散定理的一个早期的例子。它在电子扩散的现象中经常使用。

## 粒子的扩散
在低雷诺数的极限下，迁移率{\displaystyle \mu }是阻力系数{\displaystyle \gamma }的倒数。对于半径为{\displaystyle r}的球形粒子，斯托克斯定律给出：
{\displaystyle \gamma =6\pi \,\eta \,r,}
其中{\displaystyle \eta }是介质的黏度。因此爱因斯坦关系变为：
{\displaystyle D={\frac {k_{B}T}{6\pi \,\eta \,r}}}
这个方程也称为斯托克斯-爱因斯坦关系或斯托克斯-爱因斯坦-萨瑟兰方程。它可以用于估计球状蛋白在水溶液中的扩散系数：对于100kDalton的蛋白质，我们得到{\displaystyle D} ~10-10 m² s-1，假设蛋白质的密度是“标准”的~1.2 103 kg m-3。

## 电传导
当应用于电传导的时候，通常把电迁移率定义为机械导纳{\displaystyle \mu _{p}}与载流子的电荷q的乘积：
{\displaystyle \mu _{q}=q*{\mu _{p}}}
也可以表述为：
{\displaystyle \mu _{q}={{v_{d}} \over {E}}}
其中E是施加的电场；因此爱因斯坦关系变为：
{\displaystyle D={{\mu _{q}\,k_{B}T} \over {q}}}
在任意态密度的半导体中，爱因斯坦关系为：
{\displaystyle D={{\mu _{q}\,p} \over {q{{d\,p} \over {d\eta }}}}}
其中{\displaystyle \eta }是化学势，p是粒子数。